# Сонов, Мухарби Курманович
Мухарби Курманович Сонов (10 (23) февраля 1916 год, село Жанхотово, Нальчикский округ — 1975, Нальчик) — кабардинский советский театральный актёр и режиссёр, драматург, народный артист РСФСР.

## Биография
Мухарби Курманович Сонов родился 10 (23) февраля 1916 года в селе Псыгансу Нальчикского округа (Терская область).
Окончил педагогическое училище, работал учителем, участвовал в художественной самодеятельности. В 1935—1940 годах учился в кабардинской студии ГИТИСа (класс Л. Леонидова). 
С 1940 года вошёл в кабардинскую труппу Кабардино-Балкарского драматического театра им. Шогенцукова (сейчас Кабардинский государственный драматический театр им. Али Шогенцукова), с 1959 года занимался режиссурой. В 1960—1970-х годах считался наиболее ярким артистом Кабардино-Балкарской республики.
Автор пьесы «Кто честен — тот силён» (1960) и одноактных пьес.

### Семья
- Жена — актриса Буха Нуховна Сибекова (1918—2001), народная артистка Кабардино-Балкарской АССР (1956), заслуженная артистка РСФСР (1957). Окончила ГИТИС, играла в Кабардино-Балкарском драматическом театре.

## Награды и премии
- Заслуженный артист РСФСР.
- Народный артист РСФСР (22.06.1957) за роль городничего в гоголевском «Ревизоре». Сонов стал первым народным артистом РСФСР в Кабардино-Балкарской АССР.

## Работы в театре
- «Женитьба Фигаро» Бомарше — Фигаро
- «Каншаубий и Гоашагаг» З. Кардангушева — Каншаубия
- «Посланец партии» Шортанова — Мурат
- «Навечно» А. Шортанова — Темрюк
- «Канамат и Касбулат» Гериева — Хибиев
- «Кызбурун» Аксирова — Карматоко
- «Семья Тамаши» Шхагапсоева — Тика
- «Ревизор» Н. В. Гоголя — Городничий
- «Егор Булычов и другие» М. Горького — Егор Булычов
- «Оптимистическая трагедия»  — Вожак
- «Кремлёвские куранты» Н. Погодина — Забелин
- «Машенька»  — Окаёмов
- «Палата» Алёшина — Прозоров

## Пьесы
- «Кто честен — тот силён» (1960)
- «Двойка»

## Память
- Мемориальная доска установлена в 2009 году на доме 12 по улице Ленина в Нальчике. Надпись на ней гласит: «В этом доме жили народный артист Российской Федерации Сонов Мухарби Курманович и заслуженная артистка Российской Федерации Сибекова Буха Нуховна»[3].